# Mal Waldron
 (janvier 2014).
Si vous disposez d'ouvrages ou d'articles de référence ou si vous connaissez des sites web de qualité traitant du thème abordé ici, merci de compléter l'article en donnant les références utiles à sa vérifiabilité et en les liant à la section « Notes et références ».
Malcolm Earl Waldron, dit Mal Waldron, né le 16 août 1925 à New York et mort le 2 décembre 2002 à Bruxelles, est un pianiste et compositeur de jazz américain. Très influencé par Thelonious Monk, il est principalement connu pour ses collaborations avec Billie Holiday (1957-1959), Eric Dolphy et Charles Mingus (1954-1957),.
Il a également joué avec Jeanne Lee, John Coltrane, Clifford Jordan, Booker Little, Steve Lacy ou Archie Shepp.

## Biographie

### Jeunesse
Mal Waldron nait le 16 août 1925 à New York dans une famille émigrés jamaïcains. Il étudie le piano à partir 8 ans, et s'essaye au saxophone alto autour de ses 16 ans.
Il étudie le piano classique et la composition avec Karol Rathaus au Queens College, où il obtinent un B.A..

### Début de carrière
À partir de 1949, il accompagne les saxophonistes Big Nick Nicholas (en) et Ike Quebec, ainsi que des groupes de rhythm and blues.
Il joue dans le groupe de Charles Mingus de 1954 à 1957, participant notamment aux sessions de Pithecanthropus Erectus en 1956. Il enregistre également John Coltrane, pour lequel il compose Soul Eyes qui deviendra un standard. Il est musicien de session pour Prestige.
Il accompagne Billie Holiday de 1957 à sa mort en 1959. En parallèle et ensuite, il joue en leader au Five Spot Café à New York. En 1961, il joue en compagnie de Booker Little et d'Eric Dolphy (At the Five Spot (en), 1961 et 1963).
En 1963, à la suite d'un accident cérébral, dû à la fatigue et à une overdose d'héroïne, il doit réapprendre à jouer, apparemment à partir de ses propres enregistrements.

### Installation en Europe
En juin 1965, Waldron s'installe en Europe. Il vit à Rome, à Bologne, à Munich et à Bruxelles.
Il joue avec les chanteuses Abbey Lincoln et Jeanne Lee.
Il enregistre beaucoup, en Europe et au Japon, retournant régulièrement aux États-Unis pour donner des concerts. Son album Free at Last (1969) est le premier disque enregistré par le label ECM. À partir de la fin des années 1960, il joue dans le groupe jazz-rock Embryo.
En 1977, il enregistre One-Upmanship avec Steve Lacy. Les deux musiciens enregistrent régulièrement ensemble ensuite, notamment en duo, autour de compositions originales ainsi que de Thelonious Monk.
En 2002, il enregistre son dernier album, Left Alone Revisited, en duo avec Archie Shepp et en hommage à Billie Holiday.
Mal Waldron meurt le 2 décembre 2002 à Bruxelles.

### Musiques de film
Mal Waldron a composé plusieurs musiques de films : The Cool World (1963), Trois Chambres à Manhattan avec Martial Solal (1965), Sweet Love, Bitter (en) (1967) et Tokyo Blues (1986) de Haruki Kadokawa, dont la musique est basée sur un de ses thèmes, Left Alone.
Il écrit aussi des musiques pour le théâtre et des ballets.

## Style
Mal Waldron est principalement réputé pour son talent d'accompagnateur, capable de s'adapter à différents styles allant du bebop au free jazz. Influencé, comme beaucoup de ses contemporains, par Duke Ellington, Bud Powell et Thelonious Monk, il se caractérise par « l'économie des moyens, la prédilection pour les rythmes à trois temps, le goût pour la répétition de riffs cycliques et la fascination pour le silence ». Il joue souvent des accords dans le registre grave, ses voicings dissonnants peuvent évoquer Bud Powell.

## Récompenses
- 2022 : prix de la meilleure réédition ou du meilleur inédit pour Searching in Grenoble : The 1978 Solo Piano Concert, décerné par l'Académie du jazz[5]

## Discographie

### En tant que leader
- 1956 : Mal-1 (Prestige)
- 1957 : Mal/2 (Prestige)
  - The Dealers avec John Coltrane (Status)
- 1958 : Mal/3: Sounds (New Jazz)
  - Mal/4: Trio (New Jazz)
- 1958 : Left Alone (Bethlehem)
  - Impressions (New Jazz)
- 1961 : The Quest avec Eric Dolphy et Booker Ervin (New Jazz)
- 1966 : All Alone (GTA)
- 1967 : Sweet Love, Bitter (Impulse!)
- 1969 : Ursula (Musica)
  - Set Me Free (Affinity)
  - Free at Last (ECM)
- 1970 : Tokyo Bound (RCA Victor, Japon)
  - Tokyo Reverie (RCA Victor, Japon)
  - Blood and Guts (Futura)
  - Spanish Bitch (ECM)
  - The Opening (Futura)
- 1971 : The Call (JAPO)
  - Mal: Live 4 to 1 (Philips, Japon)
  - First Encounter avec Gary Peacock (RCA Victor (Japon)
  - Number Nineteen (Freedom)
  - Black Glory (Enja)
  - Mal Waldron Plays the Blues (Enja)
  - Signals (Freedom)
  - Journey Without End avec Steve Lacy (RCA Victor, Japon)
- 1972 : Blues for Lady Day (Black Lion)
  - A Little Bit of Miles (Freedom)
  - Jazz a Confronto 19 (Horo)
  - A Touch of the Blues (Enja)
  - Mal Waldron on Steinway (Teichiku)
  - Mal Waldron with the Steve Lacy Quintet (America Records)
  - The Whirling Dervish (America Records)
  - Meditations (RCA Victor, Japon)
- 1973 : Up Popped the Devil avec Reggie Workman et Billy Higgins (Enja)
- 1974 : Hard Talk avec Steve Lacy (Enja)
- 1976 : Like Old Time avec Jackie McLean (RCA Victor, Japon)
- 1977 : One-Upmanship avec Steve Lacy (Enja)
- 1978 : Moods (Enja)
- 1979 : Mingus Lives (Enja)
- 1981 : Mal 81 (Progressive)
  - News: Run About Mal (Progressive)
  - Live at Dreher, Paris 1981 avec Steve Lacy (Hathut)
  - What It Is (Enja)
- 1982 : Snake Out (Hathut)
  - One Entrance, Many Exits (Palo Alto)
  - In Retrospect (Baybridge)
- 1983 : Herbe l'oubli (Hathut)
  - Breaking New Ground (Baybridge)
  - Mal Waldron Plays Erik Satie (Baybridge)
  - You and the Night and the Music (Paddle Wheel)
- 1984 : Encounters avec David Friesen (Muse)
- 1985 : Mal Waldron and Alone (CBS/Sony, Japon)
  - Songs of Love and Regret avec Marion Brown (Freelance Records)
  - Dedication avec David Friesen (Soul Note)
- 1986 : Lets Call This (Hathut)
  - Space (Vent du Sud)
  - Sempre Amore avec Steve Lacy (Soul Note)
  - Update (Soul Note)
  - Left Alone '86 avec Jackie McLean (Paddle Wheel)
  - The Git Go - Live at the Village Vanguard (Soul Note)
  - The Seagulls of Kristiansund (Soul Note)
- 1987 : Remembering the Moment avec David Friesen, Eddie Moore, Jim Pepper et Julian Priester (Soul Note)
  - The Super Quartet Live at Sweet Basil avec Steve Lacy (Paddle Wheel)
  - Mal, Dance and Soul (Enja)
  - Three for freedom avec Tchangodei et Archie Shepp (VolcanicRecords)
  - Les Venins d'Afrique avec Tchangodei (VolcanicRecords), republié en 2001 sous le titre Afrikanishes Gift
- 1988 : Evidence (Dark Light)
- 1989 : Art of the Duo avec Jim Pepper (Tutu)
  - No More Tears (For Lady Day) (Timeless)
  - Into the Light a.k.a. Duo, Solo, Quartet (Materiali Sonori)
  - Crowd Scene (Soul Note)
  - Where Are You? (Soul Note)
  - Quadrologue at Utopia avec Jim Pepper (Tutu)
  - More Git' Go at Utopia avec Jim Pepper (Tutu)
- 1990 : Spring in Prague (Alfa Jazz)
- 1991 : Our Colline's a Treasure enregistré en 1986 (Soul Note)
  - Hot House avec Steve Lacy (Arista/Novus)
- 1992 : I Remember Thelonious avec Steve Lacy (Nel Jazz)
- 1993 : My Dear Family (Evidence)
- 1994 : Waldron-Haslam avec George Haslam (Slam)
  - After Hours avec Jeanne Lee (Owl)
  - Mal, Verve, Black & Blue (Tutu)
- 1995 : Two New avec George Haslam (Slam)
  - Maturity 4: White Road, Black Rain avec Jeanne Lee (Tokuma)
  - Maturity 3: Dual avec Takeo Moriyama (Tokuma)
  - Maturity 2: He's My Father avec Mala Waldron (Tokuma)
  - Art of the Duo: The Big Rochade avec Nicolas Simion (Tutu)
- 1996 : Maturity 5: The Elusiveness of Mt. Fuji (Tokuma)
- 1997 : Soul Eyes avec Jeanne Lee et Abbey Lincoln (BMG)
- 1998 : Maturity 1: Klassics (Tokuma)
- 2000 : Riding a Zephyr avec Judi Silvano (Soul Note)
- 2001 : Silence avec David Murray (Justin Time Records)
- 2002 : One More Time avec Steve Lacy et Jean-Jacques Avenel (Sketch)
  - Left Alone Revisited avec Archie Shepp (Enja)

### En tant que sideman
Avec Gene Ammons
- 1956 : Jammin' with Gene (Prestige)
- 1957 : Funky (Prestige)
  - Jammin' in Hi Fi with Gene Ammons (Prestige)
- 1958 : The Big Sound (Prestige)
  - Groove Blues (Prestige)
  - Blue Gene (Prestige)
- 1962 : Velvet Soul (Prestige, sorti en 1964)
  - Angel Eyes (Prestige, sorti en 1965)
  - Sock! (Prestige, sorti en 1965)

Avec Benny Bailey
- 1968 : Soul Eyes (MPS)

Avec Kenny Burrell
- 1956 : All Night Long (Prestige)
- 1957 : Earthy (Prestige)
  - 2 Guitars (Prestige)

Avec Roy Burrowes
- 1980 : Live at the Dreher (Marge)

Avec Ron Carter
- 1961 : Where? (Prestige)

Avec Teddy Charles
- 1956 : The Teddy Charles Tentet (Atlantic)
- 1957 : Vibe-Rant (Elektra)
- 1960 : Jazz in the Garden (Warwick)

Avec John Coltrane
- 1957 : Dakar (Prestige)
  - Cattin' with Coltrane and Quinichette (Prestige)
  - Coltrane (Prestige)

Avec Nathan Davis
- 1969 : Jazz Concert in a Benedictine Monastery (Edici)

Avec Eric Dolphy
- 1961 et 1963 : At the Five Spot (en) (Prestige)

Avec Ray Draper
- 1957 : Tuba Sounds (Prestige)

Avec Johnny Dyani
- 1981 : Some Jive Ass Boer (Jazz Unité)

Avec Embryo
- 1970 : Steig aus (Brain)
- 1971 : Rocksession (Brain)
- 1989 : Turn Peace (Schneeball)
- 2010 : 40 (Trikont)

Avec Duško Gojković
- 1966 : Swinging Macedonia (Philips)

Avec Bennie Green
- 1960 : Hornful of Soul (Bethlehem)

Avec Terumasa Hino
- 1972 : Hornful of Soul (Victor, Japon)

Avec Billie Holiday
- 1957 : Ella Fitzgerald and Billie Holiday at Newport (Verve)
- 1958 : Lady in Satin (Columbia)

Avec Etta Jones
- 1961 : So Warm (Prestige)

Avec Thad Jones
- 1957 : Olio (Prestige)
  - After Hours (Prestige)

Avec Kimiko Kasai
- 1971 : One for Lady (JVC/Victor, Japan)

Avec Steve Lacy
- 1958 : Reflections (New Jazz)

Avec Abbey Lincoln
- 1961 : Straight Ahead (Candid)

Avec Teo Macero
- 1957 : Teo Macero with the Prestige Jazz Quartet (Prestige)
- 1959 : Something New, Something Blue (Columbia)

Avec Jackie McLean
- 1956 : 4, 5 and 6 (Prestige)
  - Jackie's Pal (Prestige)
- 1957 : Jackie McLean & Co. (Prestige)
  - Makin' the Changes (Prestige)
  - A Long Drink of the Blues (Prestige)
  - McLean's Scene (Prestige)

Avec Charles Mingus
- 1955 : Mingus at the Bohemia (Debut)
  - The Charles Mingus Quintet & Max Roach (Debut)
- 1957 : Pithecanthropus Erectus (Atlantic)
- 1960 : Blues & Roots (Atlantic)

Avec The Prestige All Stars
- 1957 : Baritones and French Horns (Prestige)
  - Earthy (Prestige)
  - 4 Altos (Prestige)
  - Olio (Prestige)
  - Interplay for 2 Trumpets and 2 Tenors (Prestige)
  - Coolin (Prestige)
  - After Hours (Prestige)
  - Wheelin' & Dealin' (Prestige)

Avec Paul Quinichette
- 1957 : On the Sunny Side (Prestige)

Avec Max Roach
- 1961 : Percussion Bitter Sweet (Impulse!)
- 1962 : It's Time (Impulse!)
  - Speak, Brother, Speak! (Impulse!)

Avec Klaus Weiss
- 1978 : Childs Prayer (EMI/Electrola)
- 1979 : On Tour (Calig)

Avec Phil Woods
- 1957 : Four Altos (Prestige)

Avec Eldee Young
- 1961 : Eldee Young and Company (Argo)

Avec Webster Young
- 1957 : For Lady (Prestige)

Avec Earl Zindars/Armando Peraza
- 1960 : The Soul of Jazz Percussion (Warwick)

## Filmographie
- 1963 : The Cool World
- 1965 : Trois chambres à Manhattan de Marcel Carné
- 1967 : Sweet Love, Bitter
- 1973 : George qui ? de Michèle Rosier
- 1997 : A Portrait Of Mal Waldron
- 1999 : Kokoro no Naka